# Bahnstrecke Litovel–Senice na Hané
| Kursbuchstrecke (SŽ): | 307                  |                                            |                                            |
| Streckenlänge: | 12,549 km            |                                            |                                            |
| Spurweite: | 1435 mm (Normalspur) |                                            |                                            |
| Streckenklasse: | C4                   |                                            |                                            |
| Streckengeschwindigkeit: | 60 km/h              |                                            |                                            |
| |                      |                                            |                                            |
| \| \| \| von Červenka (vorm. StEG) \| \| \| \| 0,000 \| Litovel früher Littau \| Litovel früher Littau \| \| \| \| vlečka cukrovar \| \| \| \| \| Morava \| \| \| \| 1,316 \| Litovel město \| Litovel město \| \| \| \| vlečka pivovar Litovel \| \| \| \| 2,132 \| Litovel předměstí früher Litovel-Chořelice \| Litovel předměstí früher Litovel-Chořelice \| \| \| \| nach Mladeč (vorm. LB Littau–Groß Senitz) \| \| \| \| 4,857 \| Myslechovice \| Myslechovice \| \| \| 7,132 \| Cholina \| Cholina \| \| \| 8,913 \| Odrlice \| Odrlice \| \| \| 10,57 \| Senice na Hané zastávka \| Senice na Hané zastávka \| \| \| \| von Olomouc (vorm. ÖLEG) \| \| \| \| 12,549 \| Senice na Hané früher Gross Senitz \| Senice na Hané früher Gross Senitz \| \| \| \| nach Čelechovice na Hané (vorm. ÖLEG) \| \| |                      |                                            |                                            |
| Strecke |                      | von Červenka (vorm. StEG)                  | von Červenka (vorm. StEG)                  |
| Bahnhof | 0,000                | Litovel früher Littau                      | Litovel früher Littau                      |
| Abzweig geradeaus und nach rechts |                      | vlečka cukrovar                            | vlečka cukrovar                            |
| Brücke über Wasserlauf |                      | Morava                                     | Morava                                     |
| Haltepunkt / Haltestelle | 1,316                | Litovel město                              | Litovel město                              |
| Abzweig geradeaus und nach links |                      | vlečka pivovar Litovel                     | vlečka pivovar Litovel                     |
| Bahnhof | 2,132                | Litovel předměstí früher Litovel-Chořelice | Litovel předměstí früher Litovel-Chořelice |
| Abzweig geradeaus und nach rechts |                      | nach Mladeč (vorm. LB Littau–Groß Senitz)  | nach Mladeč (vorm. LB Littau–Groß Senitz)  |
| Haltepunkt / Haltestelle | 4,857                | Myslechovice                               | Myslechovice                               |
| Haltepunkt / Haltestelle | 7,132                | Cholina                                    | Cholina                                    |
| Haltepunkt / Haltestelle | 8,913                | Odrlice                                    | Odrlice                                    |
| Haltepunkt / Haltestelle | 10,57                | Senice na Hané zastávka                    | Senice na Hané zastávka                    |
| Abzweig geradeaus und von links |                      | von Olomouc (vorm. ÖLEG)                   | von Olomouc (vorm. ÖLEG)                   |
| Bahnhof | 12,549               | Senice na Hané früher Gross Senitz         | Senice na Hané früher Gross Senitz         |
| Strecke |                      | nach Čelechovice na Hané (vorm. ÖLEG)      | nach Čelechovice na Hané (vorm. ÖLEG)      |

Die Bahnstrecke Litovel–Senice na Hané ist eine regionale Eisenbahnverbindung in Tschechien, die ursprünglich als Teil der staatlich garantierten Lokalbahn Littau–Groß Senitz erbaut und betrieben wurde. Sie verläuft von Litovel (Littau) nach Senice na Hané (Groß Senitz).

## Geschichte
Die Konzession für die Lokalbahn Littau–Groß Senitz mit einer Abzweigung zu den Steinbrüchen in Lautsch wurde am 31. Dezember 1913 erteilt.  Teil der Konzession war die Verpflichtung, die Strecken innerhalb eines Jahres „zu vollenden und dem öffentlichen Verkehre zu übergeben“. Ausgestellt war die Konzession bis zum 31. Dezember 2003. Eröffnet wurde die Strecke am 1. August 1914. Den Betrieb führten die k.k. Staatsbahnen (kkStB) für Rechnung der Eigentümer mit deren Betriebsmitteln aus. 

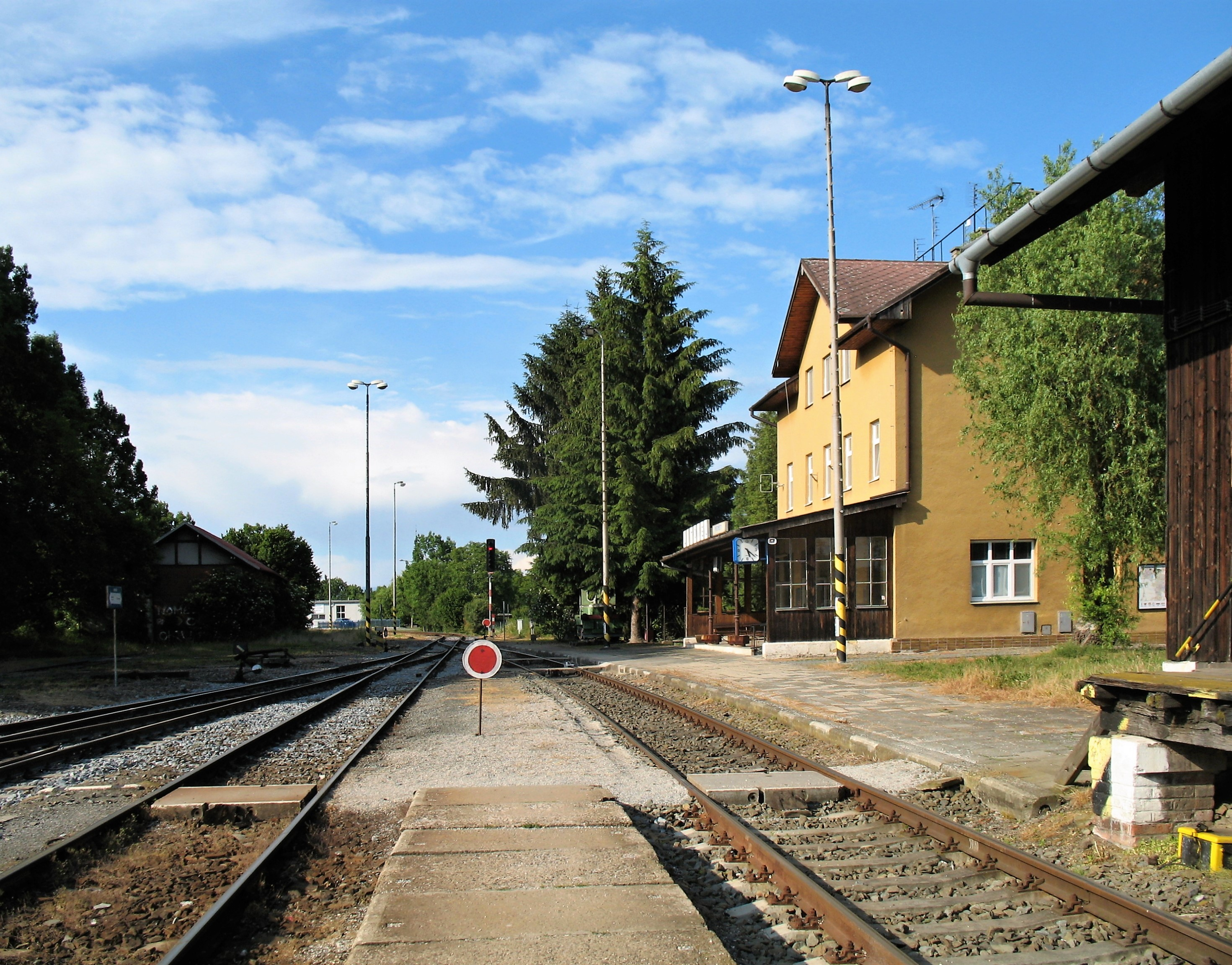
Bahnhof Litovel předměstí (2017)

Nach dem Zerfall Österreich-Ungarns im Oktober 1918 ging die Betriebsführung an die neu gegründeten Tschechoslowakischen Staatsbahnen (ČSD) über. Der Fahrplan von 1921 verzeichnete zwei gemischte Zugpaare 2. und 3. Klasse zwischen Litovel und Litovel-Chořelice sowie vier Zugpaare zwischen Litovel-Chořelice und Senice. Direkte Anschlüsse bestanden zwischen den Zugverbindungen beider Streckenteile nicht.
Mit der Verstaatlichung der Lokalbahngesellschaft zum 1. Jänner 1925 gehört dann auch die Infrastruktur zum Netz der ČSD. Mitte der 1930er Jahre wurde der Reiseverkehr zugunsten einer Autobuslinie aufgegeben.
Im Zweiten Weltkrieg lag die Strecke zur Gänze im Protektorat Böhmen und Mähren. Betreiber waren jetzt die Protektoratsbahnen Böhmen und Mähren (ČMD-BMB). In jener Zeit wurde auch der Reiseverkehr wieder aufgenommen. Im Fahrplan von 1944 waren drei Reisezugpaare verzeichnet, die nun durchgängig von Červenka bis Senice verkehrten.

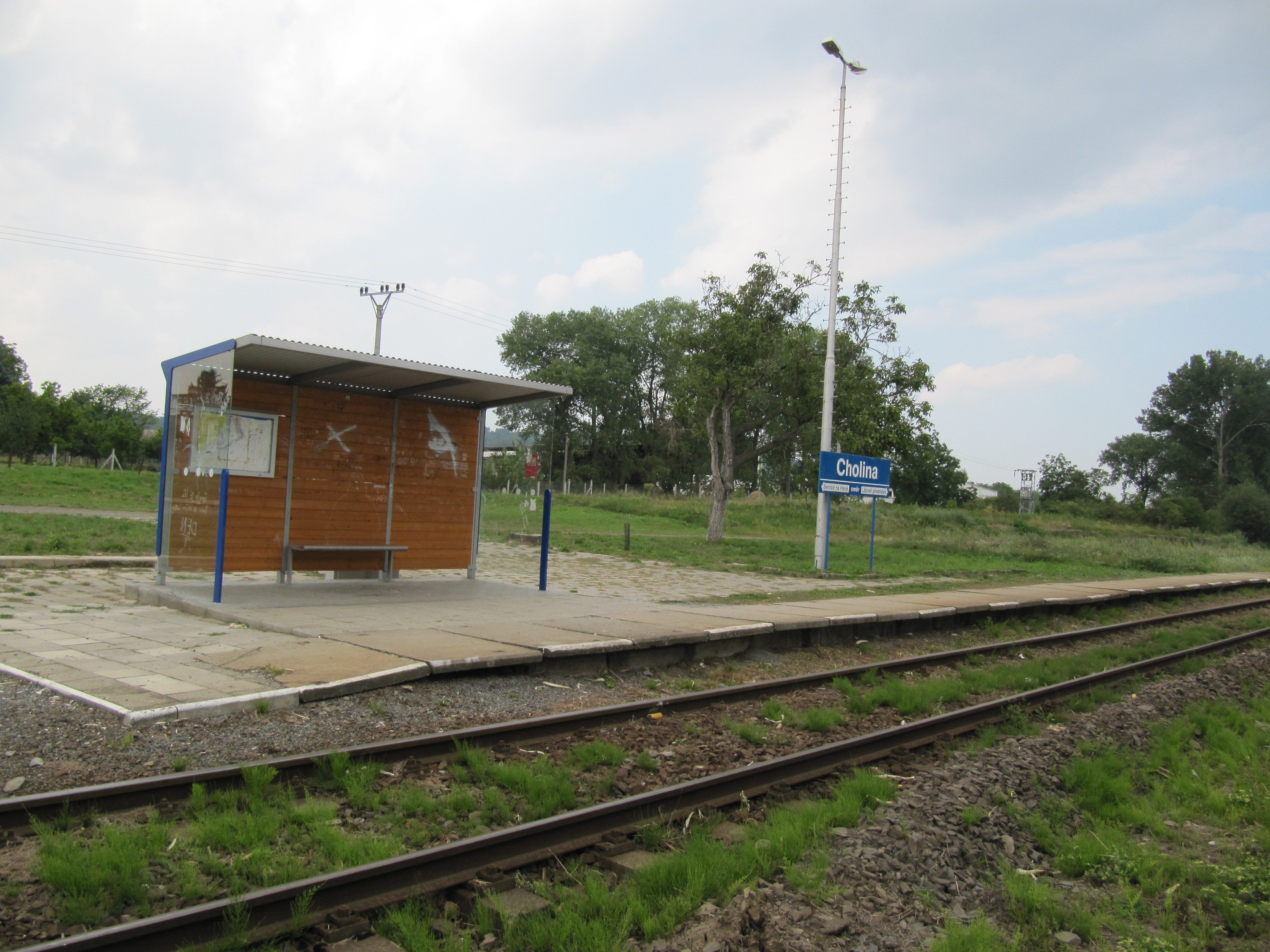
Haltestelle Cholina (2012)

Am 9. Mai 1945 kam die Strecke wieder vollständig zu den ČSD. Als Neuerung kamen nun im Reiseverkehr überwiegend moderne Motorzüge zum Einsatz. Der erste Nachkriegsfahrplan von 1945 verzeichnete insgesamt 13 Zugpaare zwischen Červenka und Litovel pivovar, von denen vier bis Senice na Hané weiterliefen. 
Am 1. Januar 1993 ging die Strecke im Zuge der Auflösung der Tschechoslowakei an die neu gegründeten České dráhy (ČD) über. Seit 2003 gehört sie zum Netz des staatlichen Infrastrukturbetreibers Správa železniční dopravní cesty (SŽDC).
Im Jahresfahrplan 2013 wird die Strecke täglich im Zweistundentakt von Personenzügen bedient, die zumeist von und nach Prostějov durchgebunden werden.